# Paweł Lisiniecki
Paweł Lisiniecki – poseł do Sejmu Krajowego Galicji III kadencji (1870–1876), c.k. adiunkt sądowy w Komarnie.
Wybrany w IV kurii obwodu Sambor, z okręgu wyborczego nr 22 Rudki-Komarno.